# زيليا كاردوسو جي ميلو
زيليا كاردوسو جي ميلو (بالبرتغالية: Zélia Cardoso de Mello، من مواليد 20 سبتمبر 1953 في ساو باولو) شغلت منصب وزير الاقتصاد البرازيلي من عام 1990 إلى عام 1991 في عهد فرناندو كولور دي ميلو. تزوجت لاحقًا من الممثل الكوميدي البرازيلي شيكو أنيسيو، وأنجبت منه طفلين هما: رودريغو وفيكتوريا. انفصل الزوجان عام 1998.
عملت زيليا في القطاعات الأكاديمية والعامة والخاصة في البرازيل. تخرجت من كلية الاقتصاد والأعمال والمحاسبة بجامعة ساو باولو حيث حصلت أيضًا على درجة الدكتوراه في الاقتصاد. كانت أستاذة في جامعة ساو باولو لما يقرب من 20 عامًا.
بدأت حياتها المهنية السياسية في عام 1986 عندما دعاها وزير المالية البرازيلي ديلسون فونارو للانضمام إلى فريقه الاستشاري الاقتصادي كمدير لقسم المالية الوطني. في عام 1990 تم تعيين زيليا وزيراً وطنياً للاقتصاد والمالية والتخطيط للبرازيل في عهد الرئيس فرناندو كولور دي ميلو. بعد انتقادات كبيرة استقالت من هذا المنصب في مايو 1991.
في عام 1991 أصدرت سيرة ذاتية بعنوان «زيليا: شغف». وأصبح من أكثر الكتب مبيعًا ربما لأنه وفقًا للمراجعة «لا يذكر سوى القليل عن الإصلاح الضريبي والتضخم، ولكنه يقول الكثير عن مآثر كاردوزو الجنسية وهو في منصبه».
في عام 1995 انتقلت إلى مدينة نيويورك وأصبحت باحثة زائرة في معهد أمريكا اللاتينية والدراسات الأيبيرية بجامعة كولومبيا. منذ عام 1998 شغلت كاردوسو جي ميلو مناصب تنفيذية في العديد من شركات الاستشارات المالية الكبرى التي تركز على البرازيل، بما في ذلك جلوبال أكسيس للاستثمارات وأوريكس وليل بوند المالية. تم إنجاز مسيرتها الأكاديمية بالكامل في كلية إدارة الأعمال والاقتصاد بجامعة ساو باولو، حيث حصلت على شهادتها الجامعية والدكتوراه، وعملت كأستاذة جامعية. وهي حاليًا شريكة في أكويلا أسوشيتس ومقرها نيويورك.